# Турман, Энни
Энни Турман (англ. Annie Thurman; род. 14 ноября 1996, Нашвилл) — американская актриса.

## Биография
Энни Николь Турман родилась 14 ноября 1996 года в Нашвилле, штат Теннесси, США. В 13 лет она училась на актёрских курсах во Франклине, где встретила своего будущего менеджера и агента.
Дебютировала в кино в 2010 году. Получила известность благодаря ролям в фильмах «Голодные игры» и «Мрачные небеса». В 2014 году была номинирована на премию «Молодой актёр» в категории «Лучшая актриса в телефильме, сериале, специальной программе или пилоте» за роль в телефильме «Санта-переключатель».
В 2015 году снялась в 10 эпизодах сериала «Доказательство».

## Фильмография
| Год       |     | Русское название     | Оригинальное название      | Роль                        |
| --------- | --- | -------------------- | -------------------------- | --------------------------- |
| 2010      | кор | Ноябрь-декабрь №249  | Nov-Dec #249               | Дрю                         |
| 2011      | ф   | Падает тень          | Falls the Shadow           | Кора                        |
| 2012      | ф   | Голодные игры        | The Hunger Games           | девушка-трибут дистрикта №9 |
| 2013      | ф   | Мрачные небеса       | Dark Skies                 | Шелли Джессоп               |
| 2013      | тф  | Санта-переключатель  | Santa Switch               | Салли Райбек                |
| 2015      | с   | Доказательство       | Proof                      | Софи Барлисс                |
| 2017      | ф   | Проблемы с омелой    | The Trouble with Mistletoe | юная Уилла                  |
| 2018      | с   | Полиция Чикаго       | Chicago P.D.               | Эдди Самтер                 |
| 2018—2021 | с   | Настоящий американец | All American               | Гэбби                       |
| 2019      | с   | 9-1-1                | 9-1-1                      | Эвелин                      |
| 2020      | с   | Старгёрл             | Stargirl                   | Мэри Крамер                 |